# شهرستان ایوان

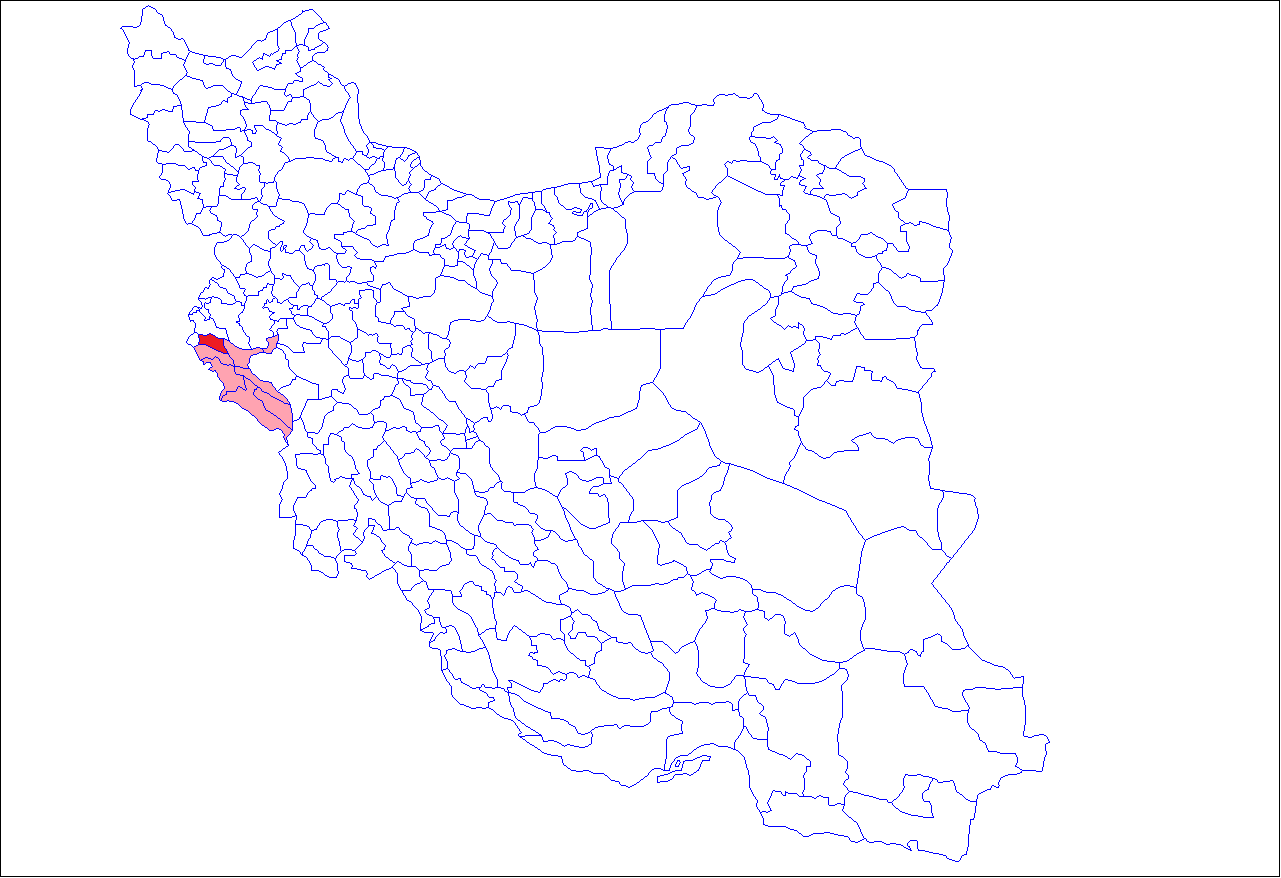
شهرستان ایوان در شمال استان ایلام، در نقشه با رنگ قرمز مشخص شده‌است.

شهرستان ایوان(بە کردی: شارستانی ئەیوان)، شهرستانی در استان ایلام است که مرکز آن، شهر ایوان است و دومین شهرستان پر جمعیت بعد از شهرستان ایلام و شمالی ترین شهرستان استان می‌باشد. مردم شهرستان ایوان اکثریت به زبان کردی گویش  کلهری و اقلیتی از مهاجران مناطق جاف نشین به کردی جافی تکلم می‌کنند.

## وجه تسمیه
گ. ب. آکوپف کردشناس و ایران‌شناس اهل ارمنستان شوروی در مقالهٔ کردان گوران، نام ایوان را به دورهٔ سومر مربوط دانسته و آن را نامی ریشه‌دار و کهن می‌داند.
از نظر لغوی ایوان دارای معانی گوناگونی است مانند:صفه و طاق -خانه پیش گشاده-درگاه-طاق بلند و نشستن گاه پادشاهان می‌باشد.

## تاریخچه
شهر تاریخی زرنه از توابع این شهرستان است. این منطقه در گذر زمان به اسامی مختلفی مشهور بوده‌است.
هنری راولینسون در سفرنامه خود در مورد ایوان چنین می‌نویسد:
«چنین به نظر می‌رسد که جلگه آریوخ قدیمی‌ترین نام برای منطقه ایوان بوده تا قبل از قرن سیزدهم میلادی اینجا به نام آریوحان شهرت داشته‌است.»
بنیامین تودله از این منطقه به عنوان آرین یاد می‌کند. به نظر می‌رسد پیش از حمله اسکندر مقدونی نام آریوخ به سبد sabad که جمع آن سبدان sabadan است تغییر نموده‌است که با پیشوند ماه و به صورت ماه سبد یا ماسبدان درآمده‌است».
این منطقه در زمان تسلط اردشیر بابکان، اولین پادشاه ساسانی، یکی از مناطق ماه سبدان بوده که هنگام تسلط مسلمانان، اعراب دو کلمه ماه و سبدان را با هم ترکیب نموده و حرف «د» را به «ذ» تبدیل نموده و آن را ماسبذان نامیدند.
ابودلف در سفرنامه خود می‌نویسد:
«از طرز به سوی راست به ماسبذان و مهرجان قذق می‌روند که شامل شهرهای متعدد از جمله آریوحان است. این شهر، در دشتی میان کوه‌های پر از درخت واقع است و آب آن به «بندنیجین» که نام شهر امروزی مندلی در کشور عراق است، می‌ریزد».
تنها رودخانه‌ای که آب آن به مندلی می‌ریزد آب رودخانه گنگیر است که از ایوان سرچشمه می‌گیرد. پس طبق نظر ابودلف این منطقه آریوحان نام داشته‌است.
قبل از ورود رضاخان به ایوان این شهر جوی دزد یا جودز نامیده می‌شد و هنگام ورود رضا خان به ایوان نام جوی زر را برای مرکز شهر انتخاب کرد و بعد به نام باغ شاه معروف گردید. آنگاه دوباره لفظ ایوان بر مرکز شهر اطلاق گردید که الآن به همین نام شناخته می‌شود.

## زبان و فرهنگ
شهر ایوان یکی از شهرهای کردنشین است، این شهر به همراه گیلانغرب و اسلام‌آباد غرب از مراکز اصلی ایل کلهر است. زبان مردم این شهر کردی کلهری ست. که وجه تمایز این گویش از زبان کوردی را در مقایسهٔ گویش مردم این سه شهر با سایر مناطق کرمانشاه یا ایلام می‌توان به وضوح دید. زبان مردم ایل کلهر باتوجه به کوچ نشین بودن این ایل و جایگاه آن به عنوان بزرگترین ایل کورد در ایران با گذشت سال‌ها در تمام مناطق کوردستان جنوبی ایران و استان دیاله عراق پراکنده و با لهجه‌های محلی آمیخته شد. ولی منطقه ای که خاستگاه این زبان بود و همچنان در آنجا این گویش از زبان کوردی به صورت دست نخورده تری تکلم می‌شود همین منطقهٔ ذکر شده‌است. شهرستان ایوان تنها شهرستان کلهرنشین است که در تقسیمات کشوری و سیاسی بخشی از ایلام است، بقیهٔ مناطق کلهرنشین همگی در درون مرزهای استان کرمانشاه قرار دارند. از ادبای ایوان باید به خان منصور شاعر کورد کلهر اشاره کرد که دیوانی از او به همراه شاکه شاعر دوست و هم سرایش باقی مانده‌است.
استاد محیی‌الدین صالحی در کتاب سرود بادیه تولد خان‌منصور را ۱۱۰۵ هجری قمری ثبت نموده‌است. وی پسر میرمیدان پسر منصورخان اول پسر محمدجعفر گپو (دو پسر به نام‌های منصورخان و شهبازخان داشته‌است؛ منصوربیگ یا شهباز بیگ) که نویسنده شرفنامه هم به این اسامی (منصورخان و شهبازخان) اشاره نموده‌است. محمدجعفر گپو پسر محمدحسن‌خان پسر اسدخان می‌باشد که بعدها ایل و طایفهٔ «مه‌سۊری کلهر» را به خود اختصاص داده‌اند و از نژادگان ایل دلیر و شهیر کلهر و حاکم منطقهٔ ایوان در اواخر دوران صفویه و حکومت نادرشاه بوده‌است.
ئمڕوو دو حوور دیم، ئمڕوو دو حوور دیم
وه دیده‌ت قه‌سه‌م ئمڕوو دو حوور دیم
دو باز شه‌ش‌دانگ، دو قورس نوور دیم
زوڵه‌یخا سفه‌ت شیرین ده‌ستوور دیم
دو شه‌مس، دو قه‌مه‌ر، دو قورس نوور دیم
به‌رزی باڵاگهٔ له‌یلم له دوور دیم
سان سه‌ربه‌رز کورده‌ماڵان دیم
زڕهٔ بان زوڵفی سووسه‌ن‌خاڵان دیم
ڕمهٔ مه‌شکه‌ژه‌ن، قۊلهٔ خرووس دیم
چیت سۊه‌ی‌مهٔ تازه عرووس دیم
زوڵه‌یخا مه‌سان عشق وه‌رین دیم
شرین سفه‌تان خاڵ خاڵ چین دیم
کتاب «شنهٔ وای شه‌ماڵ» (بررسی همه سویهٔ دیوان شاکه و خان‌منصور به همراه ترجمه فارسی آن) توسط «علیرضا خانی» شاعر، محقق و پژوهشگر ایوانی منتشر شده‌است.

## تقسیمات کشوری
این شهرستان دارای دو بخش و چهار دهستان است:
- بخش مرکزی شهرستان ایوان:
  - دهستان سراب
  - دهستان نبوت

شهرها: ایوان
- بخش زرنه:
  - دهستان کلان
  - دهستان زرنه

شهرها: زرنه

## جاذبه‌های گردشگری

منطقه رنو

در این شهر تپه‌های باستانی مربوط به دوره ساسانی، قبرستان هلوچ، طاق شیرین و فرهاد، آتشکده سیاهگل و … در این شهر واقع است.
- آتشکده سیاهگل: این بنای تاریخی دارای ایوانی مربع شکل به اندازه ۵x۵ متر و ارتفاع حدوداً ۱۰ متر می‌باشد. قطر دیوارهایش یک متر، دارای آتشدان و در قسمت فوقانی، سوراخ‌هایی وجود دارد که شاید برای خروج دود حاصل از سوخت باشد. اطراف این بنا به وسیله حیاطی محصور بوده ولی اکنون به علت عوامل طبیعی و غیرطبیعی تخریب شده‌است. این بنا از سنگ و ساروج و گچ ساخته شده‌است و نوع معماری آن مربوط به دوره ساسانی است.

آتشکده در ساحل جنوبی رودخانه «گه نگیر» و با فاصله تقریباً ۷۰۰ متر از آن قرار گرفته‌است و در داخل دشتی کوچک قرار دارد که به احتمال زیاد در اطراف این آتشکده، منازل مسکونی زیادی وجود داشته‌است. زمین‌های حاصلخیز و آبرفتی اطراف آتشکده به احتمال زیاد وقف آن بوده‌است.
این آتشکده دارای چهار دروازه به طرف چهار جهت اصلی می‌باشد و همانند آتشکده دوره ساسانی در شهرستان قصر شیرین است.
در مقابل آتشکده مذکور و در داخل رودخانه «گه نگیر»، سنگ بلندی وجود دارد که ارتفاع آن حدود ۱۲ متر و قطرش ۶ متر می‌باشد که بسیار دیدنی است. سنگ دیگری با ارتفاع کمتر در شرق آن واقع شده که در اثر عوامل فرسایش کج شده‌است. منبع: (ایلام از آغاز تا سقوط قاجاریه دکتر مرتضی اکبری)
- طاق شیرین و فرهاد:

سکونت در شهر ایوان از قدمت زیادی برخوردار است. بر اساس اسناد تاریخی، شهرستان ایوان قبل از اسلام تحت عنوان اریومان یا ماسبندان شهرت داشته و آثار تاریخی فراوانی داشته‌است که همگی گویای قدمت آن می‌باشد.
- منطقه رنو:

منطقه رنو، منطقه‌ای است میان شهرستان ایلام و شهرستان ایوان که جاذبه‌های طبیعی و مکان‌های تفریحی بسیاری دارد.
- روستای خوران

از دیگر مناطق دیدنی و زیبای شهرستان ایوان روستای خوش آب و هوای خوران با طبیعتی سر سبز و زیبا است که در هفت کیلومتری شهر ایوان قرار دارد و از نظر جاذبه‌های گردشگری بخصوص در فصول بهار و تابستان به دلیل طبیعت سرسبزش، همواره پذیرایی مسافران و گردشگران زیادی از مناطق مختلف استان ایلام و سایر استان‌های کشور است.
این منطقه تفریحی در جنوب غربی ایوان و در دامنه‌های کوه‌های شره زول قرار دارد و به لحاظ دارا بودن تنوع و پوشش گیاهی و داشتن باغ‌ها و شالیزارها، منظره‌ای زیبا پیش روی گردشگران طبیعت قرار داده که چشم هر بیننده‌ای را به خود خیره می‌کند.
چشمه‌های بیرون آمده از دل کوه، پارک‌های طبیعی، باغ‌های میوه و وجود انواع درختان میوه وحشی مثل تمشک در اطراف این روستای سرسبز باعث شده مقصد گردشگری بسیاری از مسافران نوروزی باشد. از دیگر زیبایی‌های جذاب و دیدنی این روستا اسکان پرندگان مهاجر از جمله لک لک‌های زیبا است که بر روی درختان بلند روستا لانه کرده‌اند.
- دانیوک

دره ای زیبا و کوهستانی این دره یکی از دره‌های بسیار زیبا و بزرگ رشته کوه شره زول است که در ۱۵ کیلومتری جنوب غربی شهر ایوان قرار گرفته‌است.
این دره با داشتن طبیعت پوشیده از جنگل و چشمه آب بزرگی که در آن جاری است مرکز بسیار زیبای تفریحی منطقه است و از طرف جاده روستای بلیین می‌توان به این دره زیبا دست یافت.
- آبشار هفت قلوی پلیه

یکی دیگر از جاذبه‌های طبیعی ایوان، آبشارهای هفت قلوی پلیه است. آبشارهای هفتگانه پلیه با ۲۵ متر عرض و هفت تا ۹ شیار ریزشگاه آب که تنها جلوه‌ای کوچک از زیبایی خاص این دیار است منطقه‌ای بکر و کمتر شناخته شده‌است که حتی بیشتر مردم استان ایلام هم از وجود این شاهکار طبیعی بی‌خبر و ناآگاه هستند. این آبشارهای هفت قلو که از جاذبه طبیعی شهرستان ایوان محسوب می‌شود با احداث زیرساخت‌های مورد نیاز گردشگران و مسافران از سوی مسوولان ذیربط یا بخش خصوصی قطعاً در آینده به یکی از قطب‌های گردشگری این شهرستان تبدیل می‌شوند.

## جمعیت
بنابر سرشماری مرکز آمار ایران، جمعیت شهرستان ایوان در سال ۱۳۹۵ برابر با ۱۰۵٫۵۴۱ نفر بوده‌است.

## صنایع دستی و پوشش

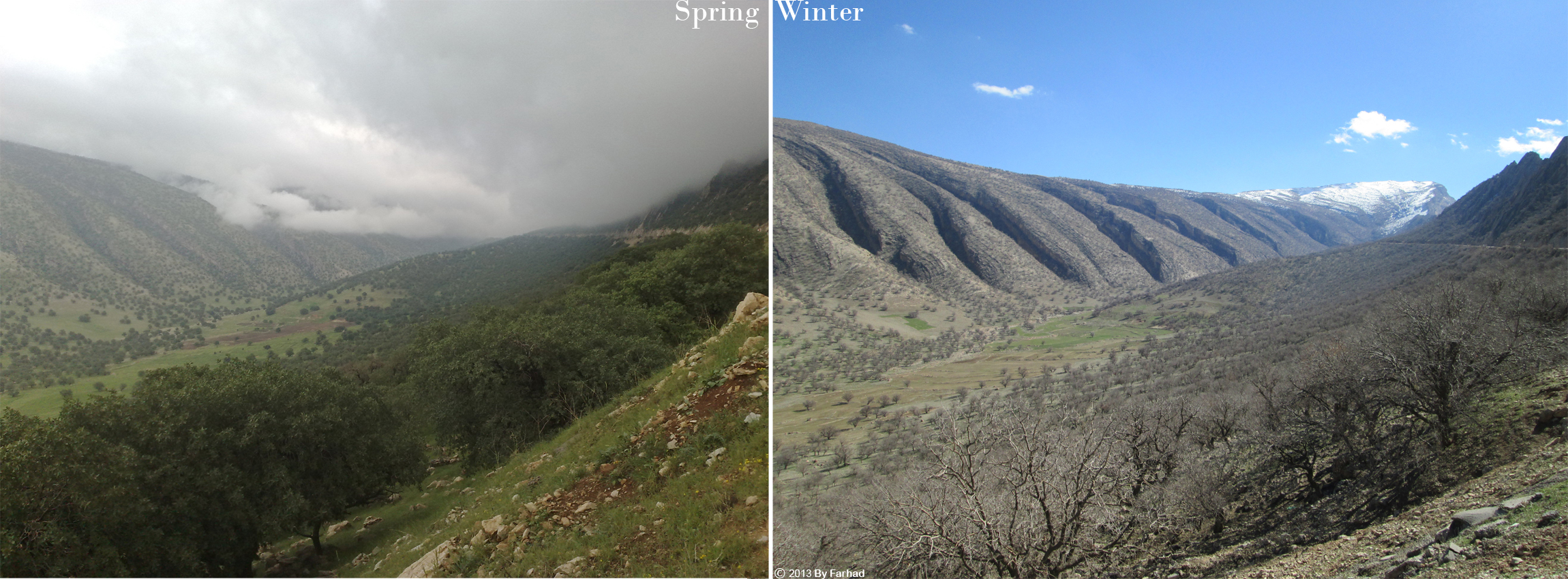
منطقه رنو